# Eurhopalothrix greensladei
Eurhopalothrix greensladei é uma espécie de formiga do gênero Eurhopalothrix, pertencente à subfamília Myrmicinae.